# Andrew Valmon
Andrew Orlando Valmon (Toms River, NJ, 1 de janeiro de 1965) é um antigo atleta norte-americano, especialista em 400 metros.
Os principais êxitos internacionais de Valmon foram obtidos no seio de equipas de estafetas norte-americanas. Assim aconteceu nos Campeonatos do Mundo (Indoor e Outdoor) de 1991, nos Jogos Olímpicos de Barcelona, 1992 e nos Campeonatos do Mundo de Estugarda em 1993.
O seu recorde pessoal, de 44,28 s, foi obtido em Eugene (Oregon), no dia 19 de junho de 1993.
Valmon é casado com a também corredora olímpica Meredith Rainey e, atualmente, é treinador de atletismo na Universidade de Maryland.